# Tingri
Tingri (chiń. upr. 定日县; pinyin Dìngrì Xiàn; tyb. དིང་རི་རྫོང, Wylie: ding ri rdzong, ZWPY: Tingri Zong) – powiat w Chinach, w południowej części Tybetańskiego Regionu Autonomicznego, w prefekturze Xigazê. W 2020 roku liczył ok. 58 tys. mieszkańców.